# زبان ولاپوک

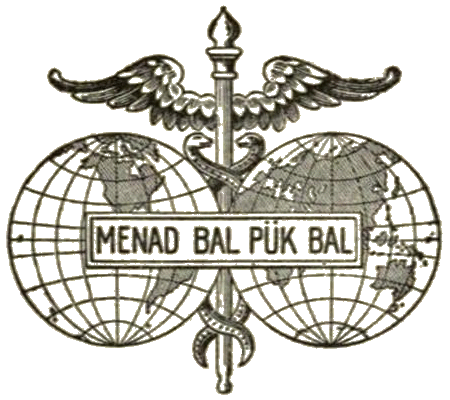
نشان زبان ولاپوک

ولاپوک (Volapük) یک زبان ساختگی یا فراساخته است که در سال ۱۸۸۰ از سوی یوهان مارتین اشلیر (یا شله‌یر) کشیش کاتولیک آلمانی پدید آمد.
این زبان بر واژگان ژرمنی ساده و دستوری منظم مبتنی است. ولاپوک امروزه کمابیش از میان رفته ولی در دههٔ ۱۸۸۰ در محفل‌های دانشگاهی آلمان ناموری بسزا یافته بود و گویا نزدیک ۵۰۰ هزارتن به فراگرفتن آن مشغول بودند.
امروزه تعداد گویشوران به زبان ولاپوک در جهان ۲۵ تا ۳۰ تن برآورد می‌شود. نام این زبان از دو واژه وُل و پوک گرفته شده که تحریف شده دو واژه انگلیسی world (جهان) و speak (سخن گفتن) است.

## ولاپوک از زبان ویلیام الد
ویلیام الد، نویسنده، شاعر و مترجم توانای زبان فراساختهٔ اسپرانتو، که چندین بار نامزد دریافت جایزه‌ی ادبی نوبل نیز شد، در بارهٔ زبان ولاپوک در اثر ارزشمند خود، تحت عنوان پدیده‌ی اسپرانتو، چنین می‌نویسد: